# Louise Boije af Gennäs
Louise Gunvor Catharina Lagercrantz Boije af Gennäs, född Boije af Gennäs den 1 november 1961, är en svensk författare, journalist och manusförfattare vid TV.

## Biografi
Louise Boije af Gennäs växte upp i Bromma tillsammans med sina föräldrar och äldre syster. När hon var 14 år flyttade föräldrarna och hon började på internatet Lundsbergs skola.
Efter studenten från samhällsprogrammet flyttade hon till USA och studerade på Wellesley College. Där tog hon en bachelor of arts i litteraturhistoria. Hon flyttade tillbaka till Sverige och studerade en kortare tid i Lund innan hon flyttade tillbaka till USA och studerade journalisitk, med inriktning på radio och TV på Berkeley, vilket resulterade i en masterexamen.
Louise Boije af Gennäs flyttade åter till Sverige och arbetade som frilansskribent när hon fick arbete på SVT och började som manusförfattare när såpan Rederiet skapades.
År 1991 debuterade hon som författare med Ta vad man vill ha. Hon har därefter kommit med ytterligare ett tiotal böcker, inklusive den självbiografiskt färgade Stjärnor utan svindel. Boken sägs beskriva hennes förhållande med författaren Mian Lodalen, som hon lärde känna under inspelningen av TV-program om feminism.
Förutom böcker har hon även skrivit manuskript till flera TV-serier, bland andra Rederiet, Snoken och Nya tider.
I december 2020 skivdebuterade hon med en cover på den amerikanska julsången I'd like you for Christmas som också blev starten på en insamling, tillsammans med Svensk sjuksköterskeförening, med syftet att samla in pengar till rekreation för de sjuksköterskor som arbetat under Coronapandemin. Startbidraget från Louise Boije af Gennäs är 10 000 kr samt intäkterna från låten.

## Privatliv
Louise Boije af Gennäs var gift med Peter Voors, dåvarande partisekreterare i Ny demokrati, i början av 1990-talet. De bodde ett par år i USA och när hon kom tillbaka till Sverige arbetade hon med Mian Lodalen och de hade ett förhållande under några år. Sedan 1999 är Boije af Gennäs gift med Carl-Erik Lagercrantz, och har tillsammans med honom två barn. Som författare har hon alltid använt sitt flicknamn.